# Aldair Adulai Djaló Baldé
Aldair Adulai Djaló Baldé (* 31. ledna 1992, Vila Meã, Portugalsko) známý jako Aldair je portugalský fotbalový útočník původem z Guiney-Bissau, momentálně hráč portugalského klubu FC Penafiel.

## Klubová kariéra
V Portugalsku začal profesionální kariéru v klubu FC Penafiel.

## Reprezentační kariéra
Hrál za Portugalsko U21.